# Bolivar (metropolitana di Parigi)
Bolivar è una stazione della linea 7 bis della metropolitana di Parigi.

## La stazione
La stazione è stata inaugurata nel 1911.
Il suo nome deriva da Simón Bolívar soprannominato Libertador (1783-1830), generale e uomo politico sudamericano, fra i maggiori artefici della lotta per l'indipendenza dell'America Latina dalla Spagna.
Nel 2011 sono stati registrati 582328 ingressi. Nel 2013 sono stati registrati 646310 ingressi.

## Storia
Durante la prima guerra mondiale, la stazione, come tutte le stazioni poste in profondità nel sottosuolo, venne utilizzata come ricovero per i parigini contro i bombardamenti aerei. In occasione di un violento bombardamento, l'11 marzo 1918, la popolazione del quartiere venne presa dal panico: gli abitanti si precipitarono verso il ricovero, ma vennero bloccati dalle porte che si aprivano soltanto verso l'esterno. Le prime persone finirono per essere calpestate dalla folla che spingeva e soffocarono. Quando le porte cedettero sotto la spinta della folla impazzita dalla paura, rimasero sul terreno sessantasei morti dei quali non si sa quanti uccisi dal bombardamento e quanti calpestati dalla folla.
La tragedia non fu inutile. Da allora, poco per volta, tutte le porte della metropolitana di Parigi vennero modificate in modo che si potessero aprire in entrambi i sensi.

### Accessi
- 125, avenue Simon Bolivar

## Interconnessioni
- Bus RATP - 26

## Galleria

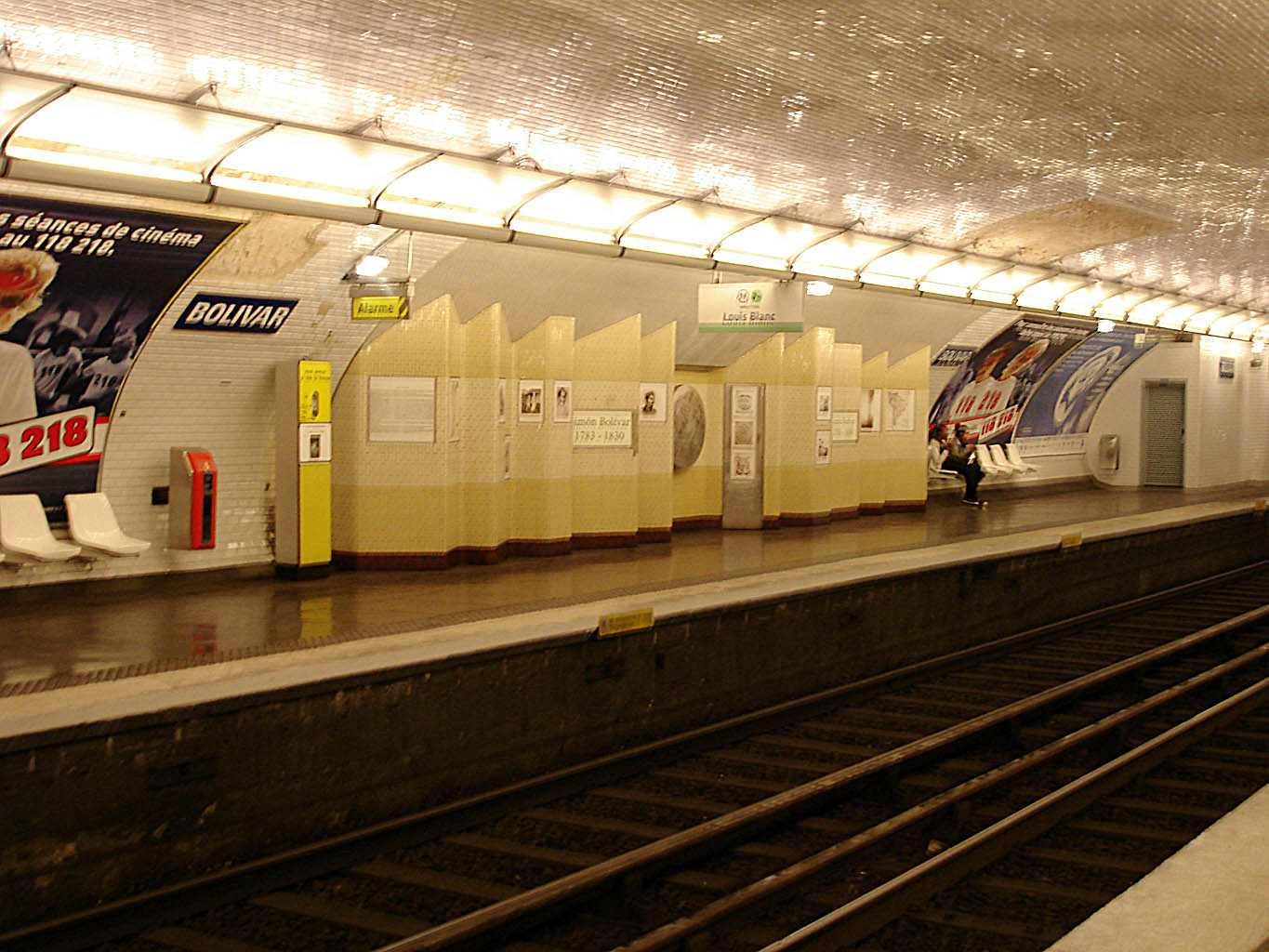
La banchina
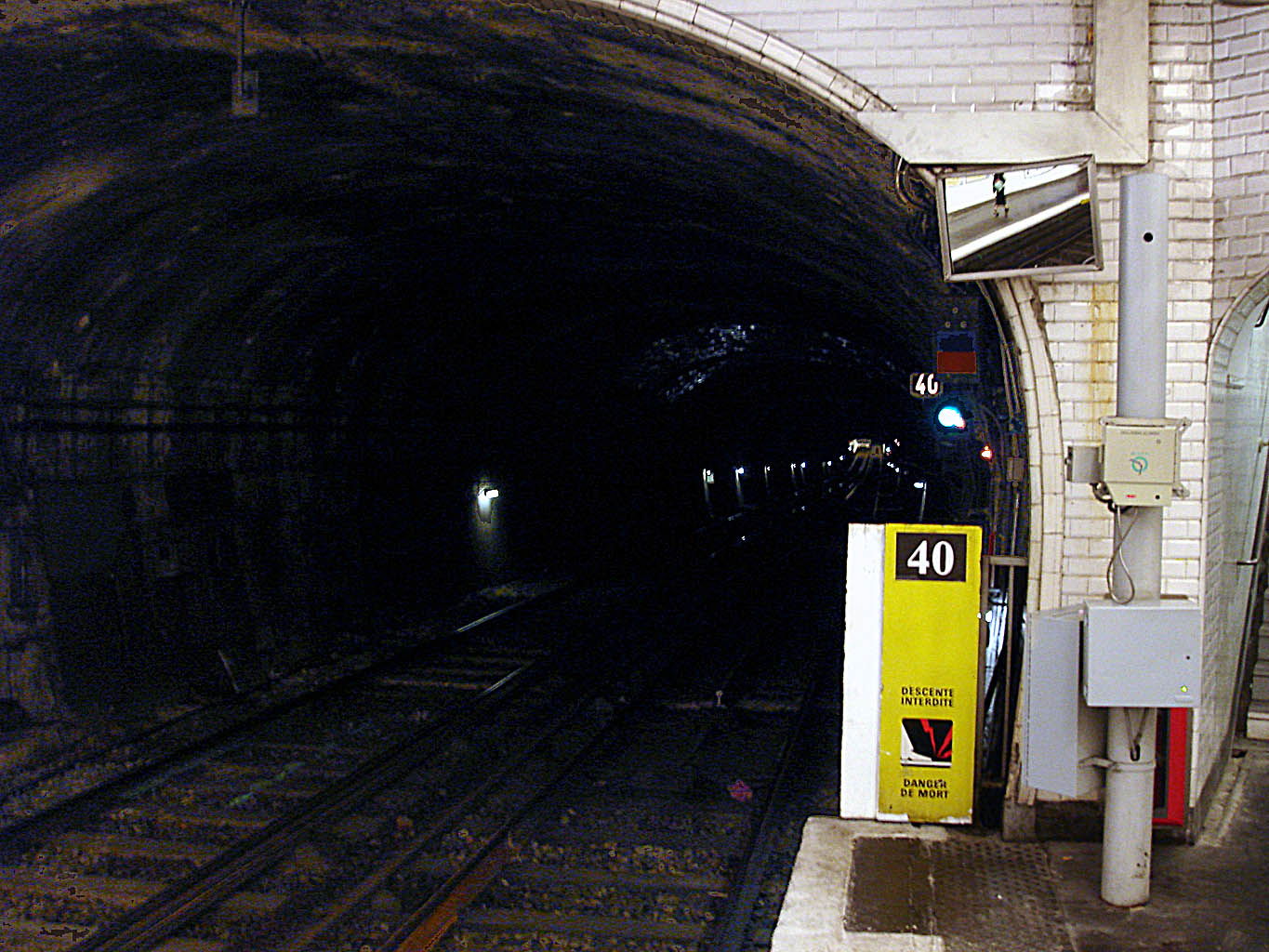
Binari in direzione Pré-Saint-Gervais
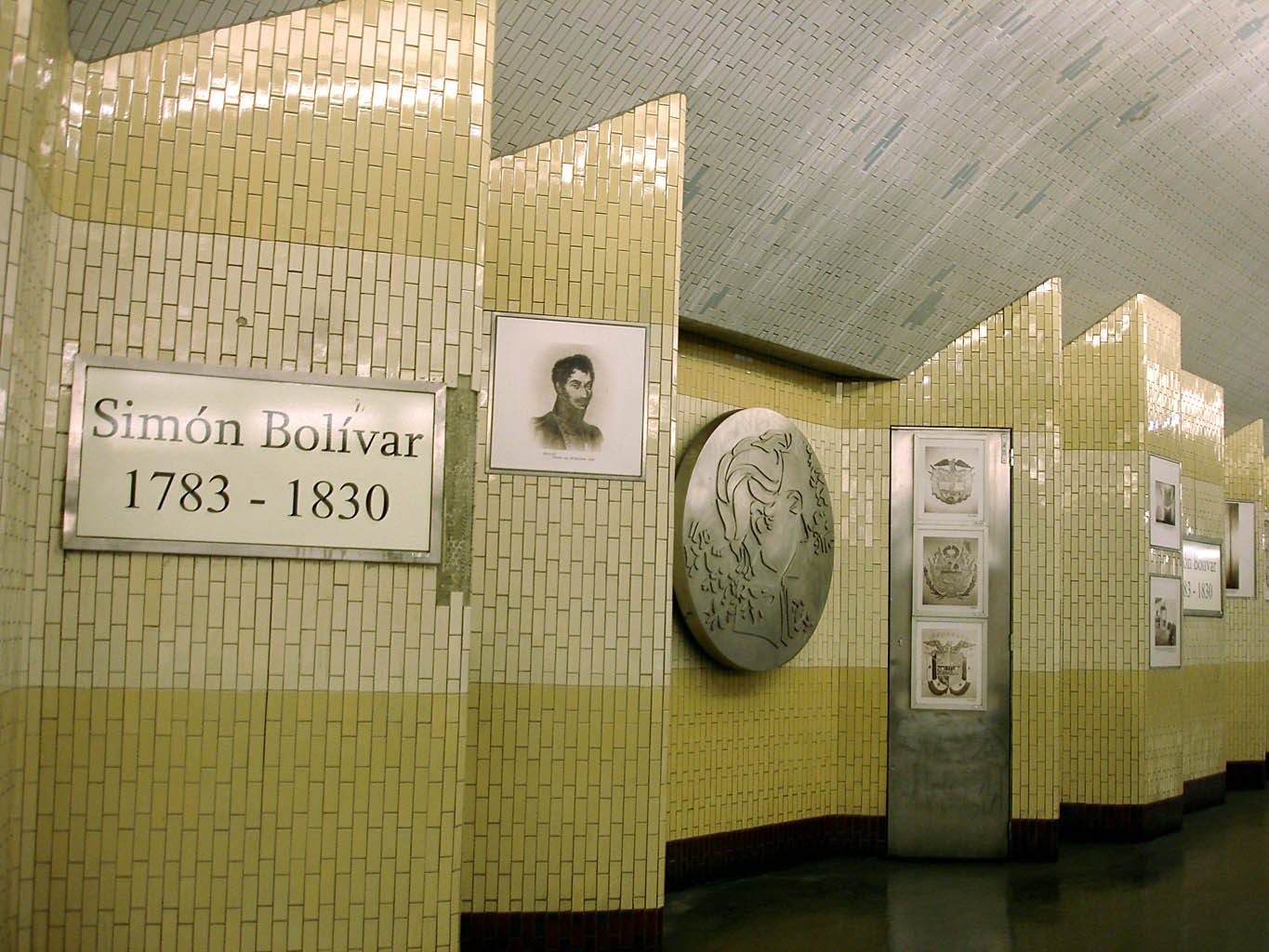
Fotografie di Simón Bolívar
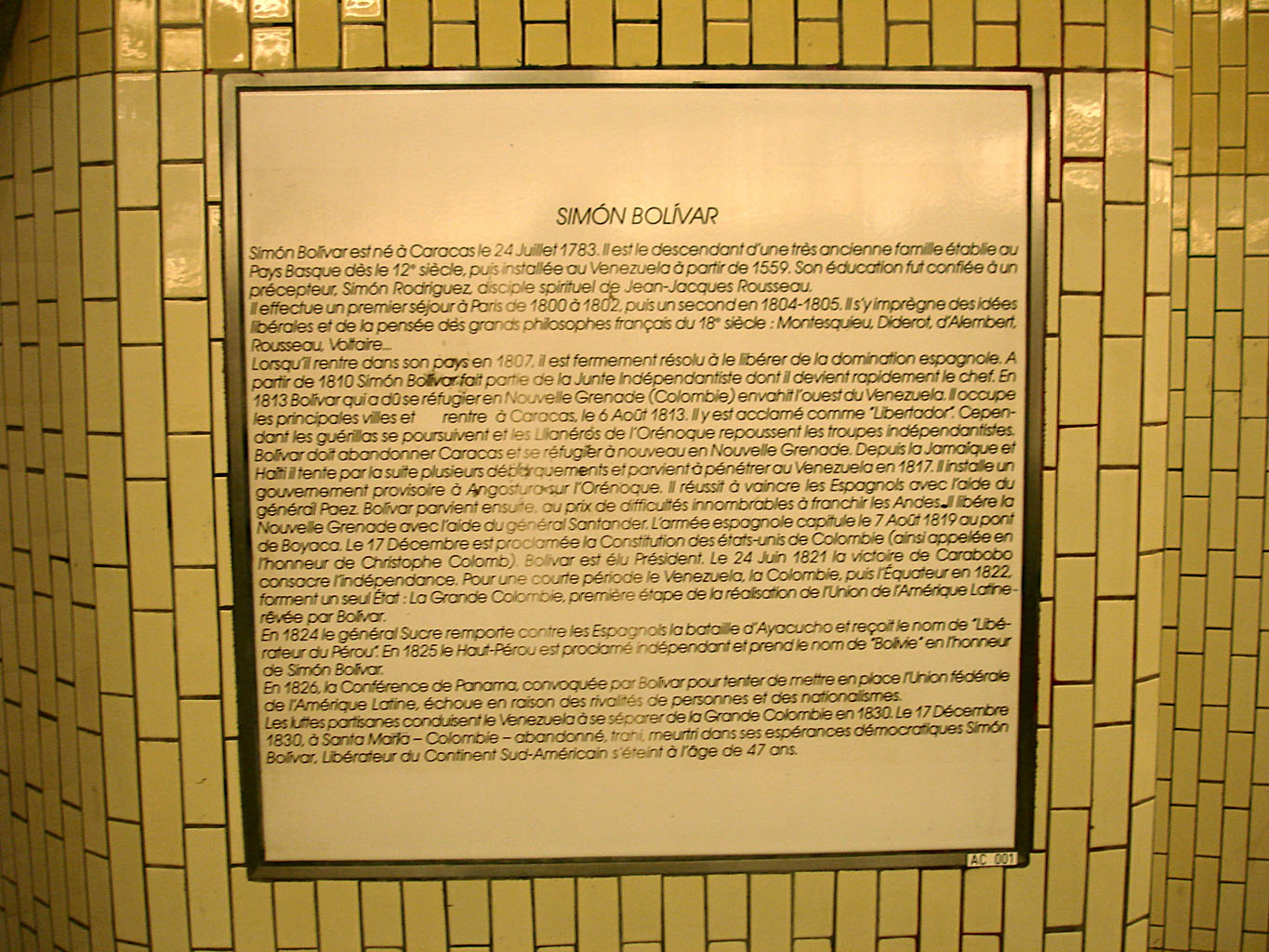
Targa con la biografia di Simón Bolívar